# Moolaadé
Moolaadé è un film del 2004 diretto da Ousmane Sembène.
La pellicola è stata coprodotta da diverse nazioni francofone: Burkina Faso, Camerun, Francia, Marocco, Tunisia e Senegal.
Presentato al 57º Festival di Cannes, ha vinto il premio come miglior film della sezione Un Certain Regard.
Nel film si affronta, denunciandolo, il tema dell'escissione del clitoride (una particolare forma di infibulazione o mutilazione degli organi genitali femminili), una pratica ancora comune in numerosi paesi africani, soprattutto dell'area sub-sahariana.

## Trama
In un villaggio del Burkina Faso, sei bambine scappano dal rito di purificazione dell'escissione, di cui quattro chiedono la protezione di Collè Gallo Ardo Sy. Questa madre era riuscita a salvare anni prima la sua ultima figlia, Amsatou, dalla mutilazione genitale, dopo aver visto morire a causa di quella pratica le due figlie precedenti. Amsatou aveva raggiunto l'età per il matrimonio e nessuno nel villaggio pensava che una bilakoro, cioè una donna non purificata, potesse trovare un marito. Intanto Collè decide di invocare il moolaadé, cioè una sorta di diritto di asilo, considerato un gesto sacro che non può essere violato: Collè allora tende una corda all'entrata della sua casa per sancire la sua decisione e renderla pubblica, così fino a che non rinuncerà al moolaadé, le bambine non potranno uscire e le salindane (le donne che si occupavano del rito iniziatico) non potevano accedervi. Ma queste si recarono alla porta della casa di Collè insieme alle madri delle bambine scappate e ricevendo la notizia del moolaadé si recano alla riunione dei capi-villaggio per ricevere da questa una soluzione. Non tollerando la decisione di Collè soprattutto poiché il marito era assente da casa decidono di far sì che si senta esclusa dalla società.
Poco dopo questi avvenimenti torna il figlio del capovillaggio dalla Francia, che ormai ha perso la mentalità del suo luogo di origine, al quale viene proibito di sposare Amsatou poiché è una bilakoro. Torna anche il marito di Collè, Ciré, che viene immediatamente informato della disobbedienza della moglie e viene accusato di non esercitare molto potere sulla moglie. Successivamente gli uomini del villaggio decidono che Collè ha ricevuto un'influenza negativa dalle radiocomunicazioni e quindi decidono di sottrarre alle donne le radio, gli unici mezzi di comunicazione che posseggono, e una volta accatastate davanti alla moschea gli danno fuoco. A questa decisione si oppone il figlio del capo-villaggio che addirittura aveva portato con sé dalla Francia un televisore, ma avendo poco potere la sua protesta passa inosservata.
Intanto un'altra decisione degli uomini costringe Ciré a frustare in pubblico Collè per farle pronunciare il rifiuto al moolaadé, mentre una madre delle quattro bambine, Diatou, approfitta della situazione per portare la figlia dalle salindane e compiere il rito di iniziazione, ma la piccola muore tra le braccia della madre dopo urla orribili e dopo essersi opposta violentemente alla pratica. Mentre accade questo atroce delitto, Collè è ancora sottoposta alle frustate del marito, il quale quasi la supplica con le lacrime agli occhi di rifiutare al moolaadé; interviene allora il Mercenario, un uomo che aveva vissuto in Europa e, ritornato in Africa, non sopportava le tradizioni e le pratiche crudeli verso le donne, che ferma la mano di Cirè, ma pagherà con la vita quella stessa notte questo eroico gesto.
Venuta a sapere della morte di Diatou, Collè rinuncia al moolaadé poiché aveva fallito nel suo intento, ma tutte le donne trovano la forza di presentarsi davanti al consiglio degli uomini e costringere le salindane a deporre i coltelli, con i quali praticavano l'escissione, sancendo così la fine di un'epoca arcaica e ridando alle donne il diritto di essere madri e mogli senza subire l'escissione. Inoltre il figlio del capo del villaggio rifiuta il potere del padre su di lui e sposa Amsatou anche se è una bilakoro.
In conclusione l'uovo posto sopra la moschea viene sostituito da un'antenna, segnale dello sviluppo economico ma anche culturale del paese.

## Distribuzione

### Date di uscita
- 15 maggio 2004 in Francia
- 9 luglio in Belgio
- 5 settembre negli Stati Uniti d'America
- 13 settembre in Canada
- 11 ottobre nella Corea del Sud
- 26 ottobre nel Regno Unito
- 19 novembre in Grecia
- 7 dicembre in Marocco
- 30 gennaio 2005 nei Paesi Bassi
- 27 febbraio in Australia
- 4 marzo in Austria
- 11 marzo in Spagna
- 31 marzo a Hong Kong
- 1º aprile nella Repubblica Ceca
- 13 aprile in Argentina
- 19 giugno in Finlandia (Moolaadé - suojelus)
- 24 luglio in Polonia
- 5 ottobre in Islanda
- 14 ottobre in Svezia (Moolaade - fristaden)
- 8 marzo 2006 in Italia
- 10 maggio in Svizzera
- 11 maggio in Germania
- 17 giugno in Giappone

## Riconoscimenti
- 2004 - Festival di Cannes
  - Premio Un Certain Regard